# 나이키 커브
나이키 커브(nike curve)는 2008년 세계적으로 경기가 침체되었을 때, 경기가 회복세로 돌아선다고 해도 가파른 상승곡선이 아니라 스포츠 브랜드 나이키의 로고처럼 완만한 곡선을 그리면서 회복할 것이라는 주장에서 처음으로 나온 단어이다. 말그대로, 나이키의 로고처럼 급격한 경기침체가 장기간에 걸쳐 회복한다는 것을 의미한다.